# Nănești
Nănești é uma comuna romena localizada no distrito de Vrancea, na região histórica da Moldávia. A comuna tem 49,5 km² de área e em 2007 tinha 2 465 habitantes.